# Subspecies (serie de filme)
Subspecies (cu sensul de Subspecie) este o serie de filme de groază direct-pe-video americano-românești care au fost regizate de Ted Nicolaou și au avut premiera în perioada 1991-1998.
Au fost realizate în România de către Castel Film Romania și au fost distribuite de Full Moon Features.
Seria a fost filmată în mai multe locuri din România, folosind tehnici de animație stop motion  și păpuși pe tije pentru a se obține aspectul dorit de regizor pentru creaturile denumite subspecii. Seria a avut parte de recenzii împărțite, criticii citând clișeele cu vampiri ca un punct slab al filmelor, dar în general lăudând alegerea regizorului de a face filmările în România, precum și efectele speciale folosite în filme.

## Lista filmelor

### Subspecies(1991)
Prezintă povestea a trei studente, Mara, Michelle și Lillian, în timp ce încep un studiu despre cultura și superstiția românească în micul oraș Prejmer. Se împrietenesc cu Ștefan, un student care studiază animalele nocturne. Aceștia află despre Castelul regelui Vladislas din apropiere unde a avut loc o luptă pentru putere între frații vampiri Ștefan și Radu. Cu secole în urmă, regele Vladislas a fost sedus și blestemat de o vrăjitoare care în cele din urmă i-a născut un fiu, pe Radu. După ce a alungat-o pe mama lui Radu, regele a întâlnit o femeie muritoare. Ea l-a născut pe Ștefan, care preferă să trăiască ca un om și își urăște moștenirea de vampir. 
Pentru a câștiga controlul asupra Pietrei Sângerii (Bloodstone), o relicvă despre care se spune că i-a aparținut Papei de la Roma și din ea picură sângele sfinților, Radu îl ucide pe tatăl său (în prima scenă a filmului). Tatăl său l-a prins inițiual într-o cușcă, dar Subspeciile i-au dat drumul. Într-un efort de a-și răni fratele, Radu le transformă pe Mara și Lillian în vampiri. Ștefan, îndrăgostit de Michelle, o ajută să încerce să le elibereze pe Mara și Lillian de sub controlul lui Radu. După o luptă, Ștefan împinge o țepușă prin inima lui Radu și îi taie capul cu o sabie, ucigându-l. 
Din nenorocire pentru Ștefan, Radu a apucat să o muște pe Michelle înainte ca fratele său să-l poată ucide și astfel și-a amestecat sângele cu al ei, lucru care îl obligă pe Stefan să-i dea propriul său sânge fetei pentru a o împiedica să devină la fel ca Radu. Totuși, în timp ce Ștefan și Michelle dorm, slujitorii lui Radu (Subspeciile) își învie stăpânul.

### Bloodstone: Subspecies 2(1993)
Bloodstone: Subspecies 2 (1993) începe direct după evenimentele din primul film, cu slujitorii lui Radu, subspecii, reașezând capul lui Radu la locul său și scoțând țepușa din inima sa. Radu îi găsește pe Stefan și Michelle dormind și îl ucide imediat pe Stefan. Soarele care răsare îl obligă pe Radu să caute refugiu; Michelle se trezește la apusul soarelui și îl găsește pe Stefan mort în sicriu, cu Piatra Sângerie încă în mâini. Michelle fuge la București cu Piatra, sperând să o contacteze pe sora ei din SUA, Becky, pentru ajutor. Radu, cu ajutorul mamei sale, „Mummy” (Mumia), pleacă să o găsească pe Michelle și Piatra. Becky ajunge în România și cu ajutorul locotenentului Marin, profesorului Popescu și al agentului ambasadei SUA Mel Thompson, încearcă să-și găsească sora. Radu o prinde în cele din urmă pe Michelle, care se luptă cu pofta sa de sânge de când Radu i-a luat Piatra. Mel și locotenentul Marin nu cred ce afirmă Popescu și Becky, așa că cei doi merg la o criptă din apropiere unde cred că ar putea fi Michelle. Aici se află Mumia. Popescu este ucis de aceasta, în timp ce Becky este prinsă și dată lui Michelle pentru a se hrăni. În loc să-și omoare sora, Michelle îl înjunghie pe Radu în față cu un pumnal fermecat și îi dă foc mamei lui Radu, care fuge în flăcări. Becky și Michelle încearcă să scape din catacombe, dar Michelle este oprită de răsăritul soarelui. Becky promite să se întoarcă în acea seară, dar pe măsură ce Michelle coboară înapoi în mormânt, este prinsă de mumia care a reînviat.

### Bloodlust: Subspecies 3(1994)
Filmul începe imediat de unde a rămas Subspecies 2.  Bloodlust: Subspecies 3 o găsește pe Michelle adânc în catacombe împreună cu mumia, mama lui Radu, care își învie din morți fiul cu sângele lui Michelle și cu pumnalul fermecat. Apoi Radu, mama sa și Michelle se întorc la Castelul Vladislas. Michelle promite să asculte de Radu dacă o va învăța tot ce știe. Radu o scoate pe Michelle la vânătoare pentru a-și putea spori puterile, în timp ce Mel contactează un prieten fost agent CIA pentru ajutor. În timp ce încearcă să o salveze pe Michelle, mama lui Radu îl ucide cu un pumnal pe fostul agent CIA  și o lasă pe Mel inconștientă. Într-un efort de a o determina pe Michelle să rămână cu el pentru totdeauna, Radu o ucide pe mama sa când aceasta o atacă pe Michelle. Becky ajunge la timp să o salveze pe Michelle, apoi Michelle ia o armă de la Becky, care are gloanțe de argint, și îl împușcă pe Radu. Soarele care răsare o încetinește pe Michelle, așa că este pusă într-un sac de cadavre care a fost adus; întârzierea îi permite lui Radu să prindă din urmă grupul. Dorind Pietra Sângerie, care a fost luată de Michelle, Radu le promite că-i lasă pe toți în viață în schimbul Pietrei. Becky o aruncă peste acoperiș și, când Radu încearcă să se ducă după ea, este cuprins de razele soarelui. Corpul lui Radu ia foc și cade de pe zidul castelului, agățându-se în ramurile unui copac. Becky și ceilalți ajung la mașina ambasadei și pleacă. Cadavrul ars al lui Radu este prezentat mocnind în copaci, iar sângele său arzător cade pe pământ. Flăcările se sting în curând și sângele se transformă în subspecii noi.

### Vampire Journals(1997)
Vampire Journals (1997) este un spin-off al seriei de filme Subspecii, cu vampirul Ash. Vampire Journals îl prezintă pe Zachary, un vampir cu conștiință, care vânează linia de sânge a vampirului care l-a creat, Ash. După ce a fost martor la transformarea dragostei vieții sale într-un vampir, Zachary o distruge atât pe ea, cât și pe stăpânul său și pe fosta protejată a lui Ash, Serena. Zachary, înarmat cu sabia vrăjită a unui puternic ucigaș de vampiri numit Laertes, caută restul liniei genealogice a Serenei pentru a le stârpi. Zachary călătorește la București pentru a-l găsi pe Ash. Zachary folosește înclinația lui Ash pentru muzică și femei pentru a-l atrage în aer liber pentru a-l ataca. Ash pune ochii pe pianista Sofia, dar este împiedicat de Zachary în timpul primei sale încercări de a o lua pe Sofia. Se dezvăluie printr-o conversație între Ash și un prezicător că venirea lui Zachary era așteptată și că cei doi sunt destinați să se lupte; cu toate acestea, Ash va fi învingătorul. Ash nu renunță la Sofia și o angajează în clubul său de noapte. În următoarele câteva nopți, el o scurge de sânge, astfel încât să o poată transforma într-un nou ucenic. De asemenea, face o înțelegere cu Zachary: îi va oferi lui Zachary o consoartă, protecție împotriva Soarelui și îi va permite lui Zachary să o vadă pe Sophia dacă va părăsi orașul în noaptea următoare. În timp ce Ash se pregătește să o transforme pe Sofia, el îi dă lui Iris, în timpul zilei, cheia camerei lui Zachary, astfel încât ea să poată arunca corpul său adormit în lumina soarelui. Văzând că obsesia sa pentru Sofia va ruina ambele vieți, Iris îl eliberează pe Zachary. Dar Zachary ajunge prea târziu; Sophia a acceptat deja sângele lui Ash. Luptând împotriva unei Ash slăbit, Zachary și Sofia scapă din clubul de noapte. Ash îi urmărește, dar soarele care răsare devine o problemă. Zachary reușește să recupereze sabia și să-l omoare pe Ash, al cărui corp cade în razele Soarelui. Zachary și Sofia își găsesc apoi refugiul într-o clădire din apropiere.

### Subspecies 4: Bloodstorm(1998)
Subspecies 4: Bloodstorm (1998) începe cu Radu care și-a revenit, deși este ars grav. El este însă capabil să găsească refugiu în cripta sa. Între timp, un accident de mașină îi ucide pe toți, în afară de Michelle, care este găsită de o necunoscută pe nume Ana. Văzând reacția lui Michelle la lumina soarelui, Ana îi duce corpul la fostul ei profesor, dr. Nicolescu, care își dă seama rapid că Michelle este un vampir. Când Michelle se trezește, dr. Nicolescu promite să o vindece de vampirismul ei. Dr. Nicolescu este el însuși un vampir, dar folosește știința pentru a-i permite să fie imun la slăbiciunile vampirilor, de exemplu să umble prin soare să vină în contact nevătămat cu agheasmă, cu excepția nevoii de sânge. Nicolescu speră să o folosească pe Michelle pentru a obține Piatra Sângerie și, prin urmare, un remediu pentru starea sa. Cu forțele sale refăcute, Radu merge la București pentru a revendica moștenirea unuia dintre „fiii” (ucenicii) săi anteriori, Ash, care a apărut și în filmul Vampire Journals. Radu cere ajutorul lui Ash pentru a o urmări pe Michelle, în timp ce Serena, ucenica lui Ash, încercă să-i întoarcă pe Radu și Ash unul împotriva celuilalt. Radu descoperă institutul unde se află Michelle, iar dr. Nicolescu este de acord să i-o dea lui Radu în schimbul a trei picături de sânge din Piatra Sângerie. Radu este de acord, dar totul a fost doar un truc pentru a-i permite lui Nicolescu să-l prindă pe Radu cu o suliță în inimă. Michelle însă se dezleagă și îl scapă pe Radu, iar cei doi fug. Serena ajunge imediat după aceea și îi dă Anei o cheie pentru cripta familiei Vladislas din cimitirul Bellu, unde se află Radu, totul pentru ca ea să-l ucidă pe Radu. Ana și doctorul Nicolescu ajung la mormânt, dar Radu se trezește și îl ucide pe Nicolescu. Radu își îndreaptă atenția către Ana, dar Michelle îi tăie gâtul, lăsându-i Anei suficient timp să-l decapiteze pe Radu. Apoi îi ard trupul și iau Piatra Sângerie. Ash și Serena îi așteaptă la ieșirea din criptă pentru a le lua Piatra și a le ucide, dar o îngrijitoare, auzind țipetele Anei, deschide cripta și astfel razele soarelui pătrund înăuntru, iar Ash și Serena fug adânc în criptă. Michelle este ascunsă într-un sicriu și transportată ziua în afara cimitirului, în timp ce capul lui Radu stă pe țepușa unui gard și arde la soare.

## Distribuție și echipa de producție

### Distribuție
Legenda:
- Textul cursiv indică o tranziție la un rol minor, cum ar fi un flashback extins, după apariția inițială.
- O căsuță gri închis indică faptul că personajul nu a apărut în film.

| Personaj                 | Film             | Film            | Film                | Film              | Film                     |
| Personaj                 | Subspecies       | Bloodstone      | Bloodlust           | Bloodstorm        | Vampire Journals         |
| ------------------------ | ---------------- | --------------- | ------------------- | ----------------- | ------------------------ |
| Regele Vladislas         | Angus Scrimm     |                 |                     |                   |                          |
| Radu Vladislas           | Anders Hove      | Anders Hove     | Anders Hove         | Anders Hove       |                          |
| Stefan Vălescu Vladislas | Michael Watson   |                 |                     |                   |                          |
| Michelle Morgan          | Laura Mae Tate   | Denice Duff     | Denice Duff         | Denice Duff       |                          |
| Mara                     | Irina Movila     |                 |                     |                   |                          |
| Lillian                  | Michelle McBride |                 |                     |                   |                          |
| Rosa                     | Mara Grigore     |                 |                     |                   |                          |
| Ian                      | Adrian Vâlcu     |                 |                     |                   |                          |
| Karl                     | Ivan J. Rado     |                 |                     |                   |                          |
| Mel Thompson             |                  | Kevin Blair     | Kevin Blair         | Cristi Rasuceanu  |                          |
| Rebecca Morgan           |                  | Melanie Shatner | Melanie Shatner     | Ioana Voicu       |                          |
| Professor Nicoli Popescu |                  | Michael Denish  | Michael Denish      |                   |                          |
| Mummy                    |                  | Pamela Gordon   | Pamela Gordon       |                   |                          |
| Lt. Marin                |                  | Ion Haiduc      | Ion Haiduc          | Ion Haiduc        |                          |
| Bob                      |                  |                 | Michael Dellafemina |                   |                          |
| Ash                      |                  |                 |                     | Jonathon Morris   | Jonathon Morris          |
| Ana Lazar                |                  |                 |                     | Ioana Abur        |                          |
| Dr. Ion Niculescu        |                  |                 |                     | Mihai Dinvale     |                          |
| Serena                   |                  |                 |                     | Floriela Grappini | Floriela Grappini        |
| Dr. Lupu                 |                  |                 |                     | Dan Astileanu     |                          |
| Detectiv Vodă            |                  |                 |                     | Gelu Nitu         |                          |
| Zachery                  |                  |                 |                     |                   | David Gunn               |
| Sofia                    |                  |                 |                     |                   | Kirsten Cerre            |
| Anton                    |                  |                 |                     |                   | Dan Condurache           |
| Iris                     |                  |                 |                     |                   | Starr Andreeff           |
| Rebecca                  |                  |                 |                     |                   | Rodica Lupu              |
| Cassandra                |                  |                 |                     |                   | Ilinca Goia              |
| Dimitri                  |                  |                 |                     |                   | Mihai Dinvale            |
| Walter                   |                  |                 |                     |                   | Mihai Niculescu          |
| Prezicătoare             |                  |                 |                     |                   | Maria Dimitrache-Caraman |

### Echipa de producție
| Echipa de producție | Film                                                                            | Film                                                            | Film                                             | Film                         | Film                                            |
| Echipa de producție | Subspecies                                                                      | Bloodstone                                                      | Bloodlust                                        | Vampire Journals             | Bloodstorm                                      |
| ------------------- | ------------------------------------------------------------------------------- | --------------------------------------------------------------- | ------------------------------------------------ | ---------------------------- | ----------------------------------------------- |
| Regizor             | Ted Nicolaou                                                                    | Ted Nicolaou                                                    | Ted Nicolaou                                     | Ted Nicolaou                 | Ted Nicolaou                                    |
| Scenarist           | Charles Band, David Pabian                                                      | Ted Nicolaou                                                    | Ted Nicolaou                                     | Ted Nicolaou                 | Ted Nicolaou                                    |
| Producător          | Ion Ionescu                                                                     | Oana Păunescu, Vlad Păunescu                                    | Oana Păunescu, Vlad Păunescu                     | Oana Păunescu, Vlad Păunescu | Oana Păunescu, Vlad Păunescu                    |
| Producător executiv | Charles Band                                                                    | Charles Band                                                    | Charles Band                                     | Charles Band                 | Charles Band                                    |
| Director de imagine | Vlad Păunescu                                                                   | Vlad Păunescu                                                   | Vlad Păunescu                                    | Adolfo Bartoli               | Adolfo Bartoli                                  |
| Coloană sonoră      | Stuart Brotman, Richard Kosinski, William Levine, Michael Portis, John Zeretzka | Richard Kosinski, William Levine, Michael Portis, John Zeretzka | Richard Kosinski, William Levine, Michael Portis | Richard Kosinski             | Richard Kosinski, William Levine, John Zeretzka |
| Scenografie         | Radu Corciova                                                                   | Radu Corciova                                                   | Radu Corciova                                    | Valentin Călinescu           | Radu Corciova                                   |
| Costume             | Oana Păunescu                                                                   | Oana Păunescu                                                   | Oana Păunescu                                    | Oana Păunescu                | Oana Păunescu                                   |

## Producție

Imaginea de sus: creaturile originale ale subspeciei, așa cum sunt portretizate de bărbații români locali care poartă costume de cauciuc.
Imagine de jos: versiunea finalizată a creaturilor a fost creată prin utilizarea păpușilor în stop-motion

În 1991, Subspecies a devenit primul film american care a fost filmat la București, România. Regizorul Ted Nicolaou a fost inițial îngrijorat cu privire la filmările pe teritoriul României, dar după o cercetare pe teren de patru zile a ajuns să îndrăgească locul datorită ruinelor antice și a zonei împădurite. Alte zone transilvănene au servit ca loc de filmare pentru toate filmele seriei, cu filmări specifice la Hunedoara, Brașov și Sinaia. Deoarece urme ale comunismului încă se mai găseau în țară, împreună cu diferențele culturale și problemele generale care însoțesc producția unui film au oferit echipei o experiență dificilă în timpul filmării primului film al seriei Subspecies.
Creaturile originale ale subspeciei, care sunt create din sângele vampirului Radu, au fost interpretate inițial de bărbați români locali în costume de cauciuc. Bărbații au fost filmați pe platouri supradimensionate pentru a simula dimensiunea în miniatură a creaturilor. Interpretarea bărbaților români, împreună cu designul costumelor de cauciuc, l-au determinat pe regizorul Ted Nicolaou să își regândească abordarea. Nicolaou l-a adus pe animatorul David W. Allen pentru a-l ajuta să creeze creaturile subspecie cu un aspect mai „magic”. Allen a urmărit toate filmările care conțineau figuranții români în costumele lor de cauciuc împreună cu monteurul filmului, pentru a păstra filmările de dinainte și după intrarea bărbaților costumați în scenă. Allen a folosi filmări izolate pentru a dezvolta un nou fundal pentru creaturile animate pe care le va crea ulterior. Allen a creat două tipuri de păpuși, proiectate în fața unui ecran albastru: o păpușă stop-motion și o păpușă cu tije. Fiecare dintre tipurile de păpuși erau din cauciuc spumos și conțineau sisteme scheletice similare. Unele diferențe între cele două tipuri includ articulații de tensiune pentru păpușa stop-motion, în timp ce păpușa cu tije era ceva mai slabă. Flexibilitatea păpușii cu tije a permis mișcări mai rapide, care erau necesare ocazional pentru filmări în timp real.
Pentru Bloodstone și Bloodlust, Wayne Toth și Norman Cabrera au fost angajați pentru a crea efectele speciale de machiaj pentru aceste filme; de asemenea, ei au realizat compoziția și interpretarea muzicii, alături de muzicienii români, pentru o porțiune din Bloodstone. Bugetul limitat cu care Toth și Cabrera trebuiau să lucreze i-au obligat să folosească orice loc pe care îl găseau pentru machiajul actorilor, deoarece nu aveau o stație de lucru separată. Zone de machiaj au fost create în casele localnicilor, la intrarea în peșteră, în interiorul mașinilor sau pur și simplu pe marginea drumului. Pentru a crea fața lui Radu, Toth și Cabrera au aplicat patru proteze separate; câte una pe fruntea lui Anders Hove, pe obrazul stâng și drept și respectiv pe bărbie. Un machiaj cosmetic a fost aplicat pe toată fața lui pentru a ajuta la ascunderea celor patru proteze. A fost același procedeu folosit și în filmul original Subspecies, cu toate că Toth și Cabrera au recunoscut că au modificat culoarea pielii lui Radu. O schimbare majoră a procesului de machiaj a fost la mâinile lui Radu. În filmul original, Hove a trebuit să poarte dispozitive individuale pe fiecare deget, dar pentru a reduce timpul necesar pentru a se machia, Toth și Cabrera au creat o pereche de mănuși protetice pe care Hove le putea așeza repede pe mâini. Pentru „Mumie”, mama vrăjitoare a lui Radu, Pamela Gordon a purtat o cască care i-a acoperit și umerii. După ce a fost aplicat suficient machiaj pentru a-i da un aspect „uscat” și „mumificat”, aceasta a fost strecurată peste capul lui Gordon lăsând doar fața ei să se vadă. Mai departe, Toth și Cabrera au aplicat o proteză separată pentru față. Aceasta îi lăsa actriței Gordon o vizibilitate aproape zero, având doar o singură fantă de vedere pentru ochiul stâng. Membrii echipei de producție au trebuit s-o însoțească pe lângă platouri, astfel încât să nu se rănească. Acesteia i s-au mai dat o pereche de proteze dentare, precum și niște mănuși protetice similare cu cele ale lui Hove. Restul corpului actriței Gordon era acoperit cu haine pentru a ascunde protezele.

### Viitor
Un al cincilea film care să continue povestea principală, Subspecies V: Blood Rise, a fost anunțat în aprilie 2019, iar filmările erau programate să înceapă în iulie 2020 în Albania, ca parte a inițiativei companiei Full Moon denumită "Deadly Ten" (Zece mortal). Anders Hove și Denice Duff își vor reprimi rolurile ca Radu Vladislas și respectiv Michelle Morgan.

## Primire
Criticul de la Culture Cartel, Mike Bracken, a considerat că povestea a fost „în mare parte [formată din] clișee”, alături de „interpretarea proastă” a lui Watson și a distribuției feminine, dar a lăudat realismul pe care Nicolaou l-a creat prin filmarea în România - prin folosirea rezidenților români pentru roluri minore în film - precum și faptul că filmul nu „se ia prea în serios”, ceea ce îl face „mai distractiv” decât filmul Dracula regizat de Francis Ford Coppola în 1992. Nathan Shumate, de la Cold Fusion Video, a repetat opinia lui Bracken cu privire la „autenticitatea” creată de peisajul și actorii români, care au dat „senzația de verosimilitate”, dar a criticat creaturile filmate stop-motion ca fiind „irelevante pentru acțiunea principală”, iar povestea ca având o „lipsă generală a urgenței”. Richard Scheib, critic de producții science fiction, horror și fantasy al web-site-ului Moria, a simțit că filmul original „a fost promițător” atunci când a încercat să se întoarcă „la rădăcinile folclorice ale vampirismului”; i-a plăcut, de asemenea, sentimentul autentic al filmării în România, dar a simțit că bugetul limitat a restricționat filmul să nu fie convingător, creaturile subspeciei filmate în stop-motion de David Allen fiind o dezamăgire. Când a avut ocazia să revizuiască Bloodstone, Scheib a simțit că această continuare este tot cu „clișee despre vampiri”, dar din nou „a fost promițător” datorită machiajului imaginativ - mai ales decapitarea lui Stefan, reatașarea capului lui Radu de către creaturile subspecie, aspectul mumiei - precum și efectele vizuale ale umbrei lui Radu care o urmăreau pe Michelle prin oraș, ceea ce i-a dat lui Scheib sentimentul lui Nosferatu. Scheib a mai criticat înlocuirea Laurei Tate cu Denice Duff; Scheib o caracterizează pe Duff drept „interiorizată și temătoare”, în opoziție cu personajul nou adăugat interpretat de Melanie Shatner, Rebecca Morgan, pe care o cataloghează ca fiind „vioaie și inteligentă”.
DVDschlock a scris că seria de filme de categoria B reușește să dea o imagine proastă vampirilor săi și că filmele sunt distractive și sunt atât de rele într-un sens bun. Într-o recenzie LaserDisc, s-a considerat că o consecvență a seriei a fost Radu, a cărui ticăloșie este „întruchipată efectiv” de Anders Hove. LaserDisc a crezut, de asemenea, că celelalte filme au susținut valoarea divertismentului prin utilizarea inteligentă a erotismului, a gore-ului și a locului de amplasare al acțiunii.